# Table Tennis Federation of India
Die Table Tennis Federation of India, abgekürzt TTFI, ist die Spitzenorganisation des indischen Tischtennissports mit Sitz in Neu-Delhi. Sie ist unterteilt in 32 Unterorganisationen („states“). Derzeit  ist Shri. Dushyant Chautala Präsident des Verbandes.

## Geschichte
Der Verband wurde 1926 gegründet. Er zählt zu den Gründungsmitgliedern des Tischtennis-Weltverbandes ITTF im Dezember 1926. Im ersten ITTF-Präsidium arbeitete der indische Tennisspieler Hassan-Ali Fyzee als Beisitzer.
Die größten Erfolge erzielte Indien bei der ersten WM 1926 in London. Hier gewann S.R.G. Suppiah Bronze im Einzel, und auch die Herrenmannschaft wurde Dritter. Bei den meisten Weltmeisterschaften war Indien vertreten. Diese fanden bis 1951 mit einer Ausnahme jeweils in Europa statt. Oft waren hier Inder vertreten, die an europäischen Universitäten studierten.